# La Cruz (Corrientes)

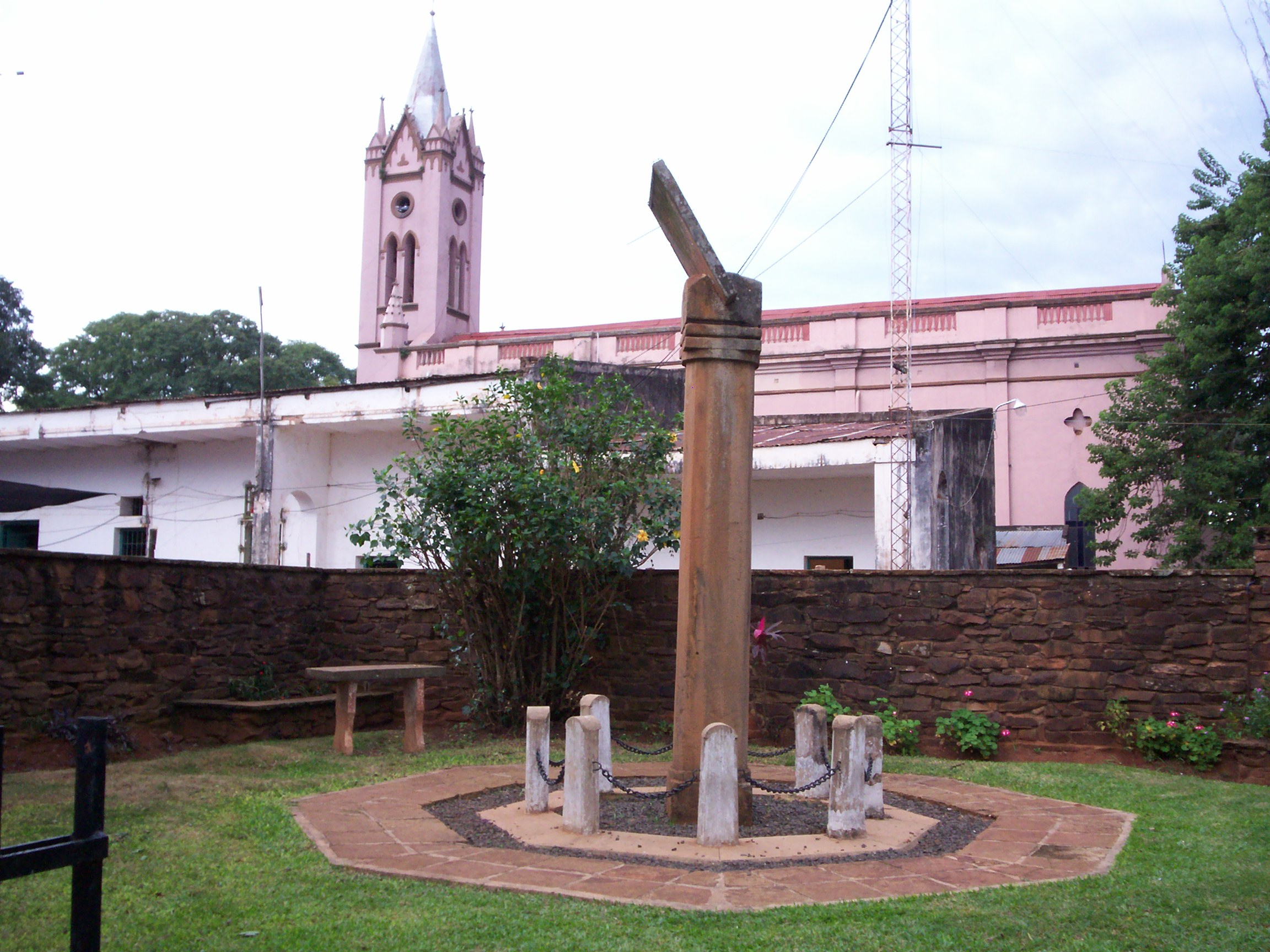
Reloj de sol (La Cruz).

La Cruz es una ciudad argentina, en la provincia de Corrientes, capital del departamento San Martín, a 432 kilómetros de la Ciudad de Corrientes. Se ubica sobre la costa oeste del Río Uruguay, en la frontera entre Argentina y Brasil y frente a la ciudad brasileña de Itaquí.
La carta orgánica municipal establece:

Artículo 4.- El Municipio de La Cruz adopta el nombre de “Municipio de La Cruz” sin perjuicio de que pueda utilizarse en los actos oficiales el de “Nuestra Señora de la Asunción de Acaraguá y Mbororé”.

## Historia

### Pueblo misionero
La Cruz fue en su origen una reducción jesuita, fundada por el padre jesuita Pedro Romero en 1630, quien luego encomendó al padre Cristóbal Altamirano su dirección durante 12 años, con el nombre Nuestra Señora de La Asunción sobre el río Acaragua, afluente occidental del río Uruguay en la provincia de Misiones. Después del gran combate contra los bandeirantes se instaló junto al río Mbororé, que también desemboca en el Uruguay. Era el pueblo situado más al norte y quedaba muy expuesto a las agresiones de tribus no reducidas, por eso se produjo un primer éxodo de la población hacia el sitio donde se erigiría la reducción de Yapeyú; luego —entre 1638 y 1639— al arreciar los ataques bandeirantes, los cruceños abandonaron su primitivo asiento en la zona donde hoy se emplaza Itaquí y atravesaron el río Uruguay para rehacerse en la Banda Occidental, en el sitio que adoptaron como definitivo.
La zona de La Cruz fue lugar de duros combates entre las tropas argentinas al mando de Andrés Guazurary y las lusobrasileñas entre los años 1816 y 1821. El 22 de enero de 1817 fuerzas portuguesas al mando del brigadier Francisco das Chagas Santos destruyen el pueblo misionero de La Cruz, que fue saqueado e incendiado, quedando deshabitado. A finales de la guerra argentino-brasileña, en 1828 las tropas argentinas al mando de Estanislao López pasaron por las ruinas de La Cruz e Itaquí para recuperar las Misiones Orientales.

### Repoblación
Hacia 1830 el comandante guaraní Juan Cabañas y varias familias regresaron desde los bosques misioneros para establecerse en las ruinas de La Cruz. El 19 de abril de 1830 firmó un convenio con el Gobierno de Corrientes aceptando su autoridad. La Cruz así como el departamento de San Martín forman parte de los territorios que voluntariamente se anexaron a la provincia de Corrientes en razón de que los vecinos de la ciudad de Corrientes remitieron tropas —particularmente caballería— para protección y conservación de la población local durante el siglo XIX. El 1 de septiembre de 1832 la Cámara de Representantes de Corrientes anexó el área misionera.
El 15 de junio de 1831 fue bendecido el templo de La Cruz por el presbítero Pedro P. Landaida, hasta que el 15 de agosto de 1858 fue inaugurado como iglesia de Nuestra Señora de la Asunción. El 20 de marzo de 1865 se produjo la refundación oficial del pueblo de La Cruz. El 15 de marzo de 1870 se procedió a establecer el pueblo efectuando al día siguiente la mensura de la planta urbana y de su ejido.
El 5 de abril de 1875 fue establecida la municipalidad de La Cruz, pero comenzó a funcionar el 15 de marzo de 1884.
Una ley provincial sancionada el 31 de julio de 1899 dispuso que el departamento hasta entonces llamado La Cruz pasase a denominarse San Martín.
El 27 de septiembre de 1920 la legislatura provincial sancionó la ley n.º 315 que reconoció como comisión municipal electiva al pueblo de La Cruz.

## Población
Cuenta con 10 655 habitantes (Indec, 2022), lo que representa un incremento del 49.4% frente a los 7 133 habitantes (Indec, 2010) del censo anterior.
| Gráfica de evolución demográfica de La Cruz entre 1991 y 2022 |
|                                                               |
| Fuente: Censos nacionales del INDEC                           |

## Legado arqueológico
Reloj solar
Existe en La Cruz un reloj solar que data del año 1700, fue construido por los aborígenes de la época dirigidos por los padres jesuitas que en ese momento evangelizaban América, esta íntegramente tallado en una sola pieza y la parte bajo tierra es equivalente a 2/3 partes del total de la pieza. En el figura la fecha exacta de la creación del pueblo. Se lo considera el icono de la historia cruceña.

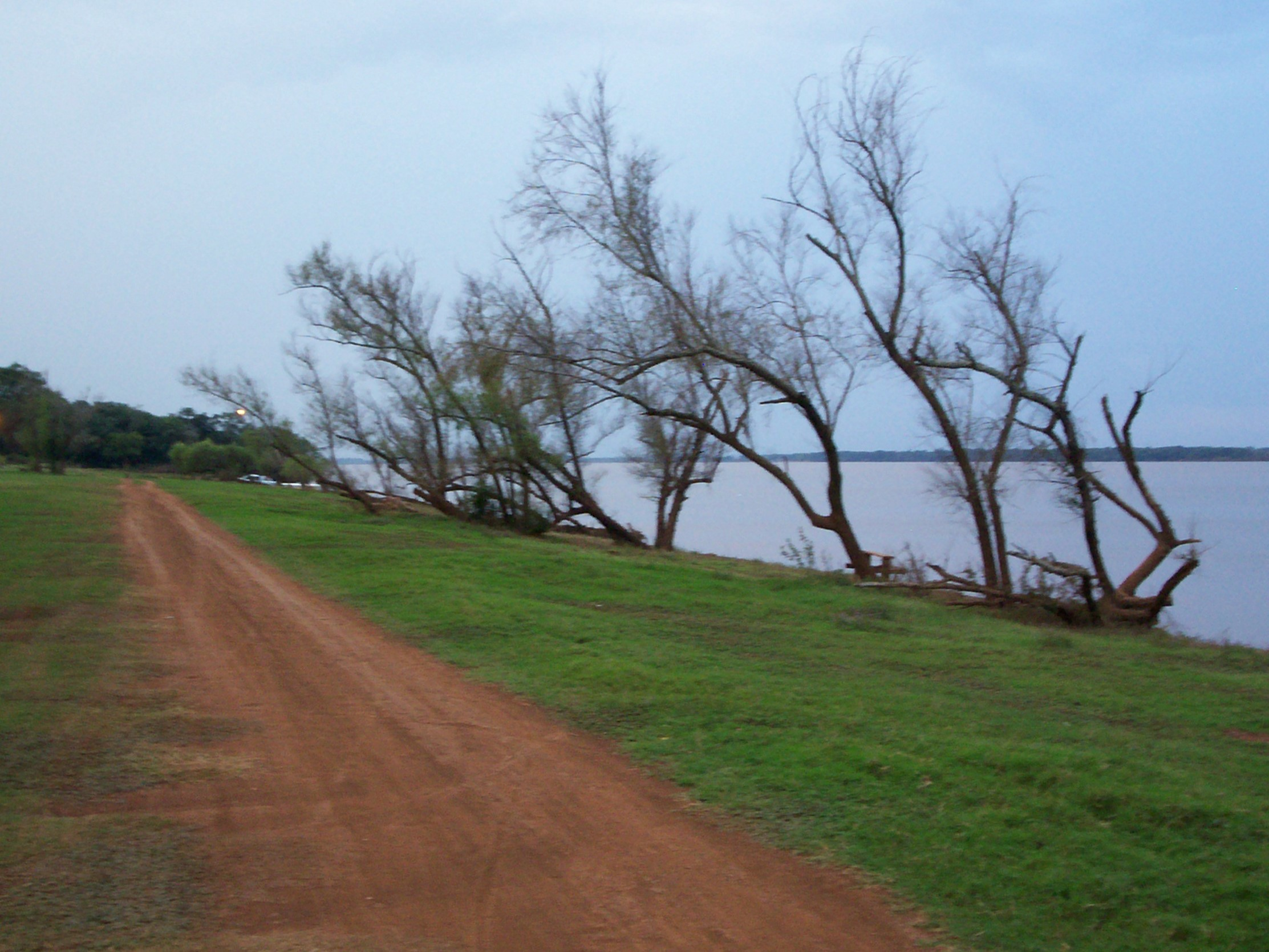
Costanera de La Cruz, sobre el río Uruguay.

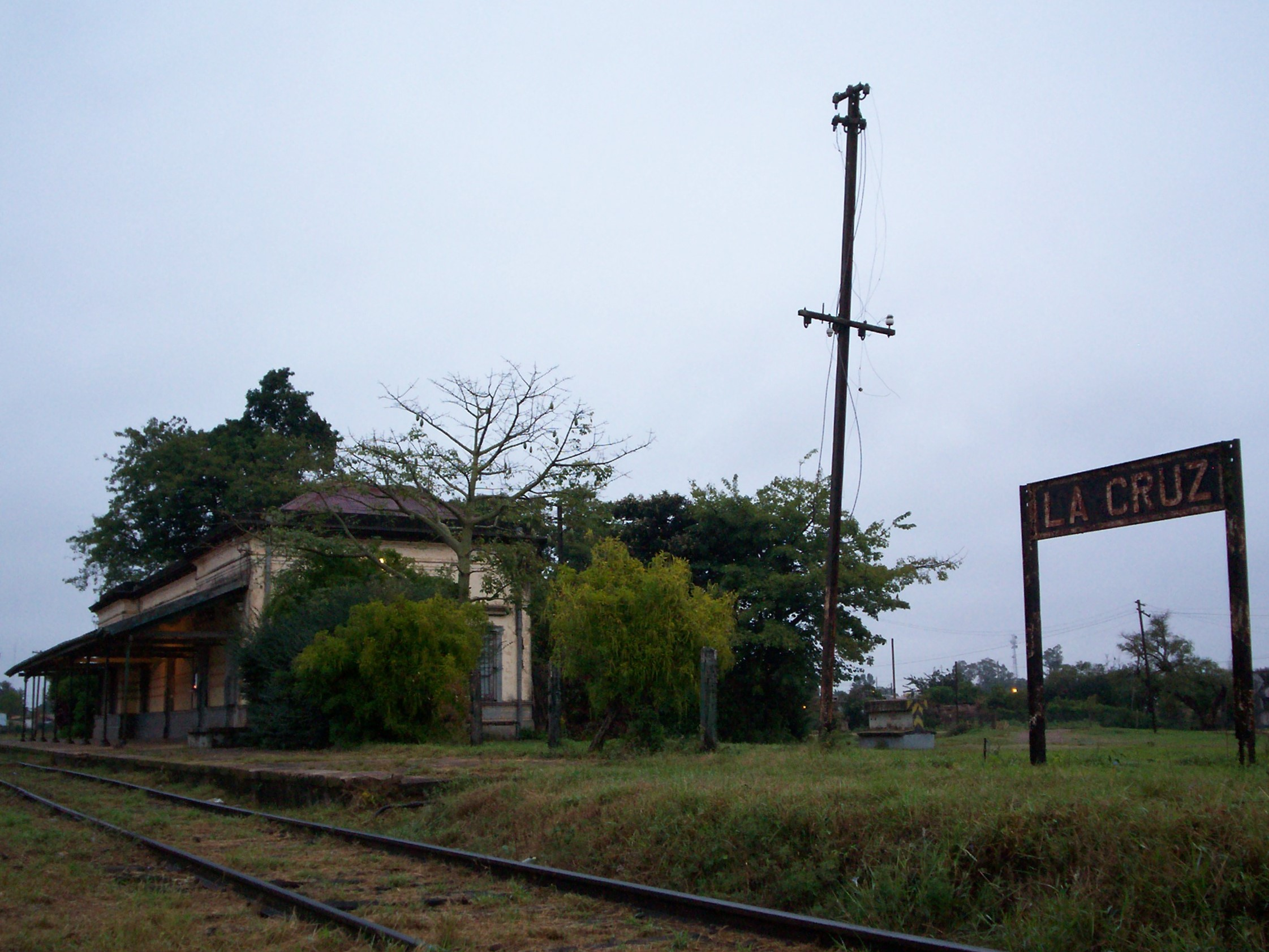
Estación La Cruz, ferrocarril Urquiza.

## Turismo
Playas y balnearios
La ciudad de La Cruz se ubica sobre el margen oeste del río Uruguay, presentando 8 kilómetros de playas y balnearios con bancos de arena, y cuando el Uruguay cede, se puede caminar, atravesando su cauce. Muy cercano al centro de La Cruz se encuentra el Camping municipal y el Club Náutico Pirá Yapú.
Los Tres Cerros
Se los conoce con los nombres de El Nazareno con 179 metros de altitud, El Chico de 148 metros, El Capará de 158 metros y El Pelón de 131 metros. Permanecen rodeados por un embalse artificial, creado para potenciar la producción de arroz. Se formó un espejo de agua cristalina de 5000 hectáreas, aprovechando las aguas de los esteros. Se llega a Los Tres Cerros desde la Ruta provincial 114, que une La Cruz con Mercedes.
El carnaval
En las noches de enero y febrero, durante el carnaval de La Cruz, por el Corsódromo desfilan las tres comparsas de la ciudad: Arlequín, Frum Fru y Los Duendes del Yaguari. El carnaval tiene una duración de 6 días.

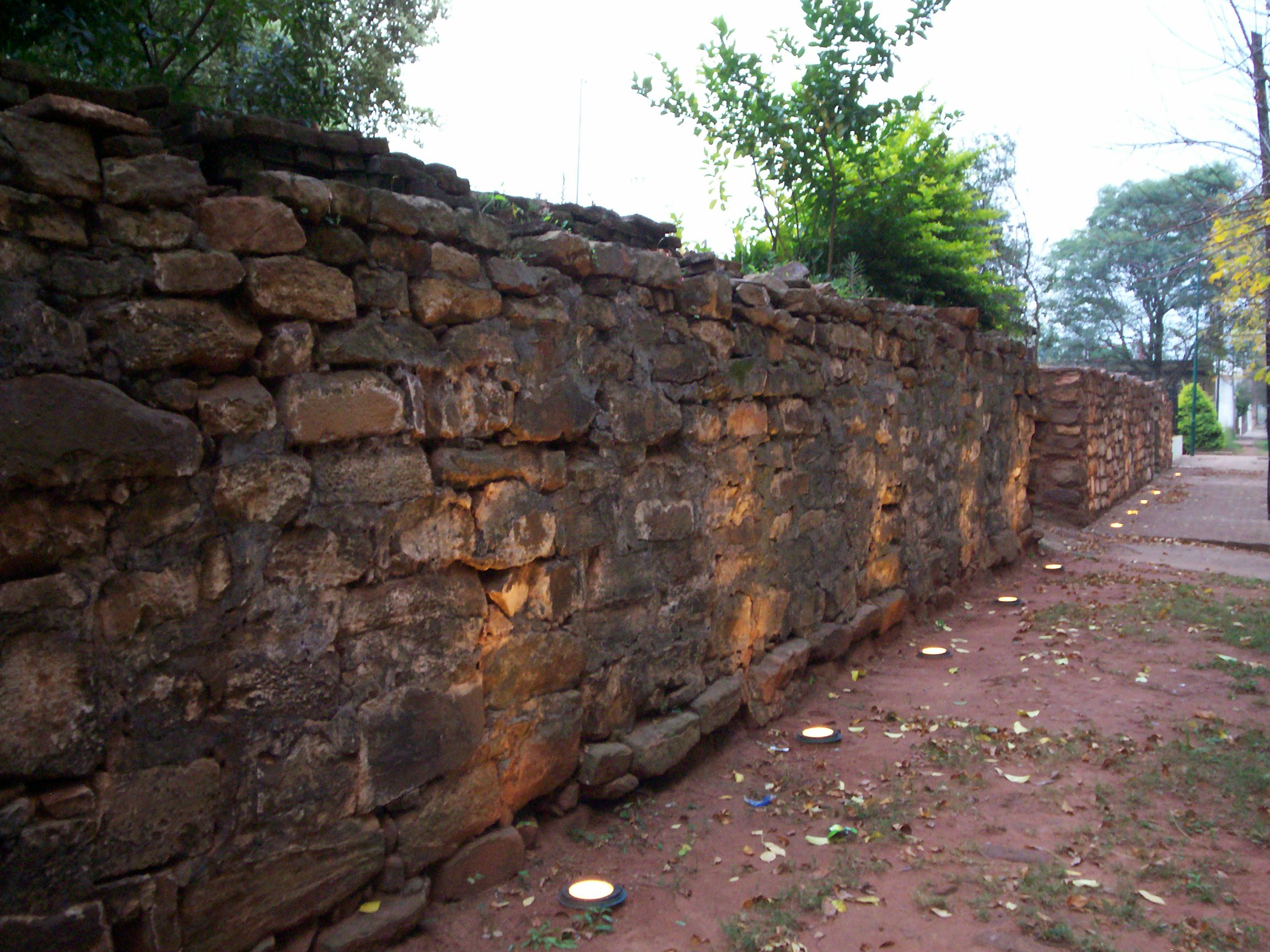
Muros de Piedra de la antigua Reducción Jesuita (La Cruz).

## Clima

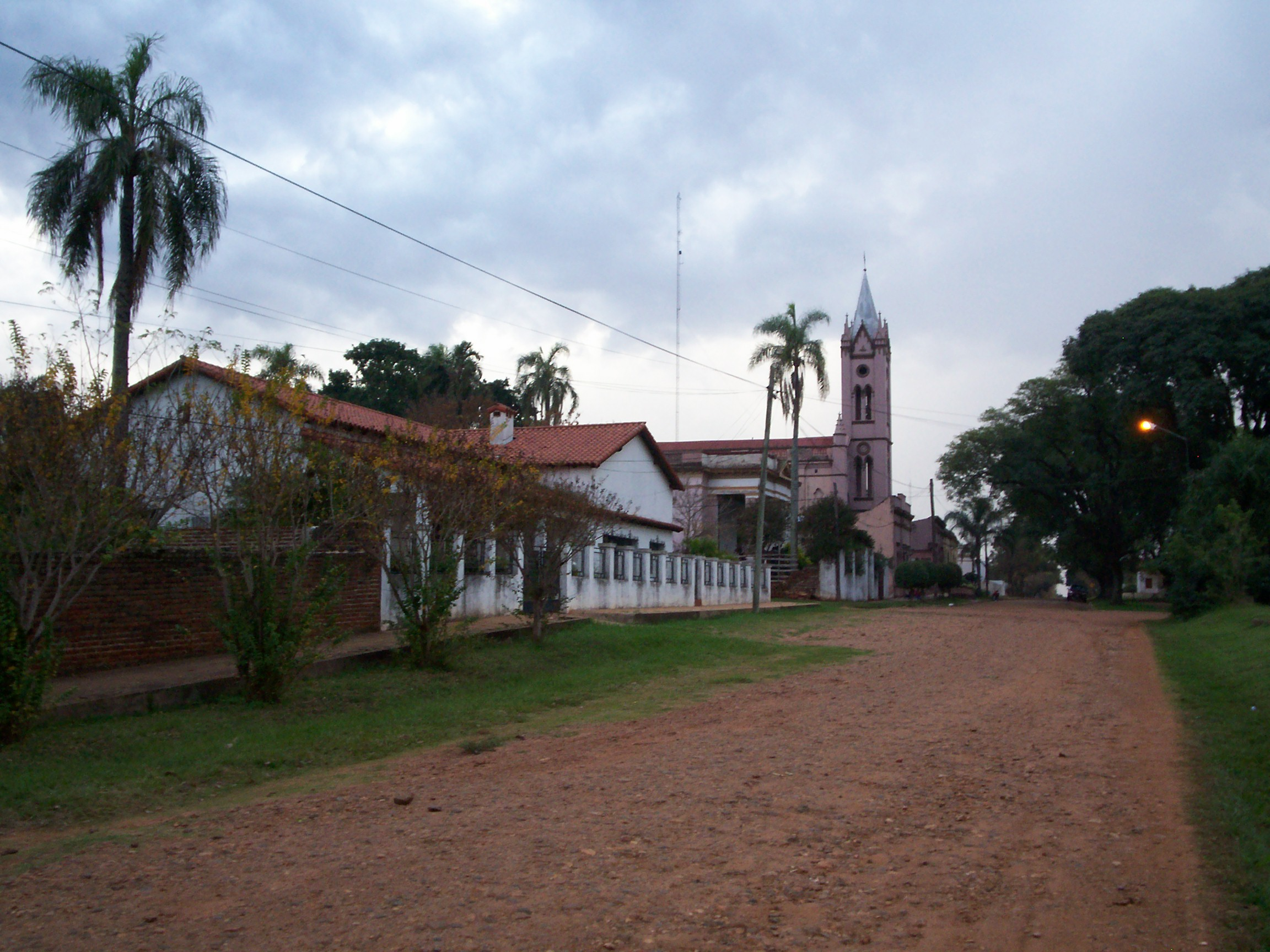
Iglesia de La Cruz.

El clima es cálido subtropical sin estación seca con una temperatura media anual es de 21 °C y precipitaciones de 1700 milímetros anuales aproximadamente. Los veranos son sofocantes por las temperaturas que alcanzan lo 45° ocasionalmente y la elevada humedad. En cambio los inviernos son templados frescos ya que, tomando los datos de los meses en los que hay días oficialmente del invierno austral (junio, julio, agosto y septiembre) siempre registrados en el aeropuerto más cercano a La Cruz, que se encuentra en Paso de Los Libres (ubicada algo más al sur ), los promedios de las temperaturas son los siguientes: mínima 9.95, media 15.12, máxima 20.25 °C. De todas formas, puede haber algún día con una mínima de hasta -1 °C. Los vientos que más afectan son el Pampero y la Sudestada.
| Parámetros climáticos promedio de Paso de los Libres*, Argentina (período 1981–1990) *Ciudad con aeropuerto más cercano a La Cruz | Parámetros climáticos promedio de Paso de los Libres*, Argentina (período 1981–1990) *Ciudad con aeropuerto más cercano a La Cruz | Parámetros climáticos promedio de Paso de los Libres*, Argentina (período 1981–1990) *Ciudad con aeropuerto más cercano a La Cruz | Parámetros climáticos promedio de Paso de los Libres*, Argentina (período 1981–1990) *Ciudad con aeropuerto más cercano a La Cruz | Parámetros climáticos promedio de Paso de los Libres*, Argentina (período 1981–1990) *Ciudad con aeropuerto más cercano a La Cruz | Parámetros climáticos promedio de Paso de los Libres*, Argentina (período 1981–1990) *Ciudad con aeropuerto más cercano a La Cruz | Parámetros climáticos promedio de Paso de los Libres*, Argentina (período 1981–1990) *Ciudad con aeropuerto más cercano a La Cruz | Parámetros climáticos promedio de Paso de los Libres*, Argentina (período 1981–1990) *Ciudad con aeropuerto más cercano a La Cruz | Parámetros climáticos promedio de Paso de los Libres*, Argentina (período 1981–1990) *Ciudad con aeropuerto más cercano a La Cruz | Parámetros climáticos promedio de Paso de los Libres*, Argentina (período 1981–1990) *Ciudad con aeropuerto más cercano a La Cruz | Parámetros climáticos promedio de Paso de los Libres*, Argentina (período 1981–1990) *Ciudad con aeropuerto más cercano a La Cruz | Parámetros climáticos promedio de Paso de los Libres*, Argentina (período 1981–1990) *Ciudad con aeropuerto más cercano a La Cruz | Parámetros climáticos promedio de Paso de los Libres*, Argentina (período 1981–1990) *Ciudad con aeropuerto más cercano a La Cruz | Parámetros climáticos promedio de Paso de los Libres*, Argentina (período 1981–1990) *Ciudad con aeropuerto más cercano a La Cruz |
| Mes | Ene. | Feb. | Mar. | Abr. | May. | Jun. | Jul. | Ago. | Sep. | Oct. | Nov. | Dic. | Anual |
| --- | --- | --- | --- | --- | --- | --- | --- | --- | --- | --- | --- | --- | --- |
| Temp. máx. media (°C) | 33.0 | 31.0 | 29.5 | 25.4 | 22.1 | 18.5 | 19.1 | 21.4 | 22.0 | 26.3 | 28.8 | 31.7 | 25.9 |
| Temp. media (°C) | 26.8 | 25.6 | 23.8 | 20.3 | 16.8 | 13.7 | 14.2 | 15.9 | 16.7 | 20.3 | 23.1 | 25.2 | 20.2 |
| Temp. mín. media (°C) | 20.6 | 20.2 | 18.1 | 15.2 | 11.5 | 8.8 | 9.3 | 10.4 | 11.3 | 14.2 | 17.4 | 18.7 | 14.6 |
| Precipitación total (mm) | 124.0 | 163.9 | 176.2 | 214.7 | 152.5 | 100.4 | 82.9 | 70.2 | 144.0 | 120.6 | 174.2 | 87.7 | 1611.3 |
| Fuente: Servicio Meteorológico Nacional Ago 2010                                                                                  | | | | | | | | | | | | | |

## Parroquias de la Iglesia católica en La Cruz
| Diócesis  | Santo Tomé                  |
| --------- | --------------------------- |
| Parroquia | Asunción de María Santísima |